# F.E.A.R. Perseus Mandate
F.E.A.R. Perseus Mandate – samodzielny dodatek do gry F.E.A.R. Ten dodatek tak samo jak F.E.A.R. Extraction Point wydało studio TimeGate Studios. Gra została wydana 6 listopada 2007 roku przez firmę Sierra Entertainment.
Celem gracza jest zbadanie kompleksu Armacham oraz tajnego projektu Perseusz. Gracz wciela się w członka trzyosobowego oddziału, którego zadaniem jest rekonesans i rozeznanie sytuacji, jaka ma miejsce po wtargnięciu oddziałów Repliki do kompleksu ATC.

## Kanoniczność
Podobnie jak w przypadku Extraction Point, wydarzenia w dodatku są osadzone w alternatywnym świecie w stosunku do fabuły z pierwszej gry. Wydarzenia w F.E.A.R. 2: Project Origin nie są powiązane w żaden sposób z dodatkami do pierwszej gry, dlatego dodatki nie są uznawane za kanoniczne.